# Học viện Khoa học Ứng dụng Quốc gia Lyon
Học viện Khoa học Ứng dụng Quốc gia Lyon, (tiếng Pháp: Institut National des Sciences Appliquées de Lyon), viết tắt là INSA de Lyon, hay INSA Lyon, là một trường đào tạo kỹ sư toạ lạc ở thành phố Lyon, Pháp. INSA Lyon được xếp hạng là một trong những trường đại học đứng đầu về đào tạo đa ngành Khoa học & Kỹ thuật ở Pháp và châu Âu. Trường được thành lập vào năm 1957 với mục đích đào tạo kỹ sư chất lượng cao song song với các công tác giảng dạy và nghiên cứu khoa học; là thành viên lâu đời nhất, lớn nhất và được đánh giá cao nhất trong nhóm 6 trường INSA tại Pháp. Sinh viên tốt nghiệp INSA Lyon được trao bằng kỹ sư (có giá trị tương đương với bằng thạc sĩ ở Pháp), và được tạo điều kiện nếu muốn tiếp tục theo học nghiên cứu sinh. Mỗi năm INSA Lyon đào tạo thành công 900 kỹ sư, 300 thạc sĩ và khoảng 130 nghiên cứu sinh PhD.
Chương trình đào tạo kỹ sư của INSA Lyon kéo dài 5 năm và được chia thành 2 giai đoạn:
- Giai đoạn cơ bản: kéo dài 2 năm, trong giai đoạn này sinh viên được chú trọng đào tạo những môn Khoa học cơ bản (Toán học, Vật lý, Hoá học, Tin học, Sinh học...) với mục đích tạo nền tảng cho quá trình đào tạo kỹ sư sau đó. Đây là một giai đoạn với những bài kiểm tra và thi liên tục ở trình độ khó nhằm mục đích tuyển lựa và giữ lại những sinh viên có đủ khả năng theo học chương trình đào tạo kỹ sư.
- Giai đoạn chuyên ngành: sau khi kết thúc 2 năm đào tạo cơ bản, dựa theo điểm số của năm học thứ 2 và nguyện vọng, sinh viên lựa chọn chuyên ngành học trong tổng cộng 12 chuyên ngành ở INSA Lyon. Giai đoạn này kéo dài trong 3 năm, sau khi tốt nghiệp các sinh viên có thể tiếp tục theo học làm nghiên cứu sinh nếu có nguyện vọng.

INSA Lyon tọa lạc ở khu ký túc xá La Doua-Lyontech, Villeurbanne, Lyon.

## Tuyển chọn
Trong hệ thống giáo dục Pháp, các trường đào tạo kỹ sư (trường lớn - grande école) tuyển chọn sinh viên vào trường theo hai cách:
- Thi concours: sinh viên trước khi vào trường phải trải qua một kỳ thi concours được tổ chức hàng năm. Để tham dự kỳ thi concours này trước đó các sinh viên phải tham dự các lớp học dự bị - classe préparatoire (được tổ chức bởi các trường đại học lớn hoặc bởi chính các trường hạng A này) trong 2 năm. Sinh viên sau khi vượt qua kỳ thi concours vào trường bắt đầu ngay lập tức giai đoạn đào tạo chuyên ngành kéo dài 3 năm.
- Xét tuyển: sinh viên được tuyển thẳng vào trường dựa trên kết quả kỳ thi tốt nghiệp trung học phổ thông và một vòng phỏng vấn (tuỳ trường). Sinh viên sau khi được tuyển sẽ bắt đầu chương trình đào tạo kỹ sư kéo dài 5 năm gồm 2 phần đào tạo cơ bản và chuyên ngành.

INSA Lyon lựa chọn sinh viên theo cách xét tuyển, theo đó các sinh viên người Pháp (hoặc không có quốc tịch Pháp nhưng học phổ thông tại Pháp) được tuyển vào năm 1 của trường dựa trên kết quả thi tốt nghiệp phổ thông và kết quả vòng phỏng vấn. INSA Lyon luôn là một trong những trường đào tạo kỹ sư có mức điểm sàn vào trường cao nhất ở Pháp, ví dụ như những sinh viên năm 1 của năm học 2012-2013 có số điểm thi tốt nghiệp trung bình là 16.9/20 .
Đối với các sinh viên quốc tế, hình thức xét tuyển cũng được áp dụng dựa trên thành tích học tập ở cấp trung học phổ thông (phí dự tuyển: 95 euros).

## Sinh hoạt phí

### Học Phí
INSA Lyon là trường đại học công lập nên theo chính sách hỗ trợ giáo dục đại học của chính phủ Pháp, tiền học phần lớn do nhà nước chi trả, sinh viên chỉ phải trả hàng năm một khoản phí vào khoảng 800 ~ 900 euros, bao gồm tiền bảo hiểm, tiền ghi danh, tiền cơ sở vật chất... Học phí được chi trả bởi nhà nước là 13500 euros/năm cho mỗi sinh viên.
Sinh viên quốc tế tới INSA học vào năm thứ nhất sẽ tham dự một kỳ học hè trong một tháng, bắt đầu từ tháng 8. Trong tháng học hè này sinh viên được học tiếng Pháp và Toán với mục đích làm quen với các từ ngữ chuyên ngành khoa học kỹ thuât. Ngoài ra mỗi cuối tuần sinh viên được tham gia vào các chuyến dã ngoại với nhiều hoạt động thể chất nhằm mục đích giúp các sinh viên làm quen với môi trường mới. Chi phí cho khoá học hè này vào khoảng 4000 euros, phải đóng trước khi sinh viên sang Pháp, khoản phí này bao gồm chi phí học ngoại ngữ trong suốt 5 năm học tại INSA sau này.

### Tiền nhà
Sinh viên ở trong khu ký túc xá của INSA Lyon mỗi năm cần đóng một khoản phí vào khoảng 2400 euros tiền ở (đã trừ hỗ trợ CAF 1000 euros).

### Tiền ăn
Sinh viên ăn trong khu ký túc xá của INSA Lyon mỗi năm chi trả khoảng 2000 euros.

## Giai đoạn cơ bản
Quá trình đào tạo ở INSA Lyon được chia thành 2 giai đoạn, giai đoạn đầu tiên (First cycle - Premier cycle) kéo dài 2 năm bao gồm các môn môn Khoa học cơ bản (Toán học, Vật lý, Hoá học, Tin học, Sinh học...) với mục đích tạo nền tảng kiến thức về Khoa học và Kỹ thuật cho giai đoạn đào tạo chuyên ngành sau đó. Đây là một giai đoạn học hành căng thẳng với những bài thi và kiểm tra liên tục ở trình độ khó nhằm mục đích tuyển lựa và giữ lại những sinh viên có đủ khả năng theo học chương trình đào tạo kỹ sư. Giai đoạn cơ bản này còn nhằm mục đích giúp sinh viên tự khám phá bản thân mình phù hợp với những môn học và ngành học nào, qua đó có thể định hướng cho sự nghiệp trong tương lai thông qua việc lựa chọn chuyên ngành ưa thích và phù hợp. Đối với các sinh viên nước ngoài, môn tiếng Pháp là bắt buộc; sinh viên Pháp có thể chọn 1 trong các ngôn ngữ khác như Tây Ban Nha, Đức, Nhật, Trung...
Tại INSA Lyon, chương trình đào tạo bao gồm 3 hình thức chính:
- Giờ học lý thuyết: mỗi buổi học được thực hiện trên giảng đường với sự tham dự của khoảng 100 sinh vin.
- Giờ học hoàn thiện kỹ năng: sinh viên được chia thành các nhóm nhỏ (từ 20-25 người), đây là thời gian giúp họ hoàn thiện những kiến thức được giảng dạy trên giảng đường thông qua việc thực hiện những bài tập.
- Giờ thực hành

INSA Lyon là một trường đại học quốc tế, hàng năm trường tuyển dụng nhiều sinh viên tới từ khắp nơi trên thế giới, chủ yếu tới từ các khu vực châu Á, châu Âu, Nam Mỹ. Do đó nhằm tạo môi trường thuận lợi cho việc học tập của sinh viên, INSA Lyon chia sinh viên trong giai đoạn cơ bản ra thành 7 phần (filière):
- Classique: 100% sinh viên là người Pháp hoặc tốt nghiệp trung học phổ thông tại Pháp hoặc có bằng tốt nghiệp phổ thông tiếng Pháp tại các nước trong cộng đồng Pháp ngữ. (Việt Nam, Maroc,...)
- ASINSA: 50% sinh viên Pháp, 50% sinh viên châu Á (Việt Nam, Trung Quốc, Malaysia...)
- EURINSA: 50% sinh viên Pháp, 50% sinh viên châu Âu (Tây Ban Nha, Ý, Rumani...)
- AMERINSA: 50% sinh viên Pháp, 50% sinh viên Nam Mỹ (Argentina, Brasil, Bolivia...)
- SHN: dành cho các sinh viên có khả năng đặc biệt về thể thao, thời gian đào tạo với các sinh viên này kéo dài 6 năm thay vì 5 năm.
- SCAN: chương trình đào tạo hoàn toàn bằng tiếng Anh. Yêu cầu bắt buộc kèm theo: sinh viên đến từ các nước nói tiếng Anh hoặc có trình độ tiếng Anh tương đương C1 trong khung tham chiếu Châu Âu (IELTS 7.0, TOEFL ibt 100 trở lên).
- FAS:

Vào cuối năm thứ nhất của Giai đoạn cơ bản, sinh viên sẽ được đi thực tập từ 1 đến 2 tháng tại Pháp hoặc một tại một nước tự chọn có đối tác của INSA.

## Giai đoạn chuyên ngành
Giai đoạn đào tạo chuyên ngành kéo dài 3 năm. INSA Lyon có 10 khoa với 12 chuyên ngành khoa học kỹ thuật để sinh viên chọn lựa. Vào năm học cuối, sinh viên có thể đăng ký học bằng đôi thạc sĩ nghiên cứu: khi ra trường sinh viên sẽ nhận được 2 bằng: bằng kỹ sư (Tiếng Anh: Engineer's degree, Tiếng Pháp: Diplôme d'ingénieur; có giá trị tương đương bằng thạc sĩ, Master's Degree) và bằng thạc sĩ nghiên cứu (Tiếng Anh: Post-graduate research master's degree, Tiếng Pháp: Diplôme de Master Recherche). Sinh viên cũng có thể thực hiện đồ án tốt nghiệp ở nước ngoài trong các trường đại học có liên kết với INSA Lyon.
Để tốt nghiệp, sinh viên INSA cần có trình độ ngôn ngữ như sau: Tiếng Anh TOEIC 780, Tiếng Pháp TCF 490 kèm theo 13/20 điểm viết (hoặc có bằng DALF C1).

### Khoa Kỹ thuật xây dựng và Quy hoạch đô thị
Khoa Kỹ thuật xây dựng và Quy hoạch đô thị (Génie Civil et Urbanisme) là một trong những khoa có điểm đầu vào cao ở INSA Lyon. Hàng năm khoa nhận 60 học sinh từ năm 2 INSA Lyon và thêm 40 sinh viên ngoài INSA tới từ hệ thống các lớp dự bị (classe préparatoire) hoặc các Học viện khoa học kỹ thuật (IUT).
Trong 2 năm đầu, sinh viên được đào tạo những môn chuyên ngành kỹ thuật xây dựng (Cơ kết cấu, Vật liệu xây dựng, Cơ học đất, Cơ học chất lưu, Năng lượng trong nhà ở dân dụng, Thiết kế nhà, Thiết kế cầu...) và chuyên ngành quy hoạch quản lý đô thị. Vào cuối mỗi năm học, sinh viên phải trải qua một kỳ thực tập trong môi trường doanh nghiệp (kéo dài 2 tháng vào cuối năm 3 và 4 tháng vào cuối năm 4) nhằm mục đích giúp sinh viên làm quen với môi trường làm việc và thu được những trải nghiệm trong vai trò một kỹ sư thực thụ trước khi tốt nghiệp.
Năm học cuối cùng, sinh viên sẽ lựa chọn chuyên ngành mình ưa thích và thấy phù hợp, có 3 lựa chọn chuyên ngành là:
- Quy hoạch và Phát triển Đô thị bền vững: xây dựng, tổ chức và quản lý không gian đô thị.
- Xây dựng dân dụng: Thiết kế, xây dựng và quản lý các công trình dân dụng, nhà ở theo tiêu chuẩn thân thiện với môi trường.
- Xây dựng công trình giao thông: Thiết kế và xây dựng các công trình giao thông, cơ sở hạ tầng (cầu, đường...).

## Hợp tác quốc tế
INSA Lyon rất chú trọng vào tới hợp tác quốc tế, điều này thể hiện qua những thống kê như:
- 30% sinh viên là người nước ngoài tới từ hơn 100 quốc gia trên toàn thế giới, chủ yếu từ châu Âu, châu Á, châu Mỹ La Tinh và Bắc Phi.
- Hàng năm có hơn 600 sinh viên INSA học tập ở nước ngoài theo dạng trao đổi trong trương chình hợp tác với 200 trường đại học trên thế giới.
- 10% sinh viên tốt nghiệp INSA làm việc ở nước ngoài.

Đối với Việt Nam, hàng năm đại diện nhóm trường INSA ghé thăm các trường có học sinh, sinh viên triển vọng để giới thiệu và định hướng như: trường THPT chuyên Hà Nội - Amsterdam, trường ĐH Giao thông Vận tải...

## Nghiên cứu khoa học
INSA Lyon có 21 phòng nghiên cứu khoa học cùng 500 giáo sư, mỗi năm trường có 250 nghiên cứu sinh thạc sĩ, 500 nghiên cứu sinh tiến sĩ và 120 trợ giảng.

## Đời sống sinh viên

### Ký túc xá
Ký túc xá của INSA có sức chứa 3200 sinh viên với 11 khu nhà. Những sinh viên mới tới học tại INSA (sinh viên năm nhất, sinh viên được nhận thẳng từ năm 3, sinh viên quốc tế sang học dạng trao đổi, sinh viên học thạc sĩ...) được ưu tiên giữ chỗ trong ký túc xá. Các sinh viên năm thứ nhất được sắp xếp ở phòng đôi trong khu nhà nằm ngay cạnh khu giảng dạy.
INSA có 4 nhà ăn, bao gồm một nhà ăn chính phục vụ bữa sáng, bữa trưa và bữa tối (Castor & Pollux); hai nhà ăn chỉ mở cửa buổi trưa với số lượng giới hạn 200 suất, phục vụ các món nướng (Le Grillon) và món Ý như mỳ Ý, Pizza... (L'Olivier); và một nhà ăn chuyên phục vụ đồ ăn nhanh (Le Prévert) mở cửa buổi trưa và buổi tối.

### Các hoạt động ngoại khoá
Mỗi năm trong khuôn viên INSA Lyon diễn ra nhiều hoạt động ngoại khoá do sinh viên trường tự đứng ra tổ chức, tiêu biểu như:
- Forum Rhône-Alpes: hội thảo việc làm với sự tham gia của 200 doanh nghiệp và khoảng 6000 khách, diễn ra trong 2 ngày, đây là một trong những hội thảo việc làm lớn nhất nước Pháp.
- 24h INSA: đây là festival dành cho sinh viên và do sinh viên tổ chức lớn nhất Pháp Trong vòng 3 ngày nhiều hoạt động thể thao (đua xe đạp, chạy tiếp sức... trong vòng 24 tiếng liên tục), văn nghệ và giải trí (đu quay mạo hiểm) diễn ra liên tục và hoàn toàn miễn phí với sự tham gia của khoảng 50.000 người.
- Gala INSA: lễ tốt nghiệp của INSA, được tổ chức vào tháng 2 hàng năm (khoảng 6 tháng sau khi sinh viên tốt nghiệp) ban ngày là lễ trao bằng tốt nghiệp tại các khoa, sau đó là bữa tối và các buổi tiệc diễn ra tới sáng hôm sau.
- Ngoài ra còn rất nhiều hoạt động thể thao, văn hoá diễn ra trong suốt năm học như: Tuần lễ châu Á (diễn ra vào hạ tuần tháng 3), nuit de foot (giải đấu bóng đá trong nhà tổ chức vào thứ 6, bắt đầu từ 10h tối kéo dài tới giữa đêm), nuit de badminton (giải đấu tương tự dành cho môn cầu lông)....

## Xếp hạng
Trong các Bảng xếp hạng các trường đào tạo kỹ sư tại Pháp (chỉ tính các trường xét tuyển học sinh dựa trên kết quả thi tốt nghiệp phổ thông), INSA Lyon luôn nằm trong top những trường có thứ hạng cao nhất ở Pháp, cụ thể:
- Hạng 4, Shanghai Ranking, 2015 (mục các trường đại học ở Pháp)
- Hạng 1, Shanghai Ranking, 2015 (mục trường kĩ sư ở Pháp)
- Hạng 1, tạp chí Le Point, 17/02/2005 (số 1692).[5]
- Hạng 2, tạp chí Le Point, 2007.[6]
- Hạng 1, tạp chí L'Etudiant, 2007.[7]
- Hạng 1, tạp chí L'Express, 2011.[8]
- Hạng 3, Usinenouvelle, 2013.[1]